# Linia kolejowa 2 Budapest – Esztergom
Linia kolejowa Budapest – Esztergom – główna linia kolejowa na Węgrzech. Jest to linia jednotorowa, w części zelektryfikowana, od stacji Budapest-Nyugati do stacji Rákosrendező sieć jest zasilana prądem zmiennym 25 kV 50 Hz AC. Linia przebiega przez miasto Budapeszt i komitaty Pest i Komárom-Esztergom.